# فرودگاه بین‌المللی بندرعباس
فرودگاه بین‌المللی بندرعباس، فرودگاهی در شهر بندرعباس مرکز استان هرمزگان واقع در جنوب ایران است که در سال ۱۳۴۸ ساخته شده‌است. این فرودگاه تا مرکز شهر ۵/۸ کیلومتر فاصله دارد و در زمینی به مساحت ۸/۹ هکتار بنا شده‌است.

## تاریخچه
در سال‌های حکومت پهلوی دوم از حدود سال ۱۳۳۹ تا ۱۳۴۶ ناوگان حمل‌ونقل هوایی ایران که شامل هواپیمایی DC3 و DC6 بود در محلی بنام بندکناران واقع در ۲۵کیلومتری جاده فعلی بندرعباس سیرجان (بابا غلام) اقدام به انجام پرواز می‌کرد.
از سال ۱۳۴۶ تا سال ۱۳۴۹ فرودگاه بندرعباس به محل دیگری که در بلوار جمهوری اسلامی ـ که هم‌اکنون به نام محله فرودگاه قدیم مشهور است و قسمتی از بیمارستان شهید محمدی در آن واقع شده - انتقال یافت.
کار ساخت فرودگاه جدید (فرودگاه فعلی) که در سال ۱۳۴۹ ساخت باند آن به اتمام رسیده بود با توجه به عدم تکمیل ساختمان ترمینال آن مورد بهره‌برداری قرار گرفت و در سال ۱۳۵۰ پس از تکمیل ترمینال و نصب کامل دستگاه‌های ناوبری این فرودگاه رسماً افتتاح شد.

## برنامه پروازها
در سال ۲۰۱۶ میلادی ۱۰٬۲۴۳ نشست و برخاست هواپیما در این فرودگاه انجام شد و ۱۰٬۸۱۶٬۲۰۵ کیلوگرم بار و ۱٬۱۲۳٬۶۴۱ نفر مسافر از طریق آن جابجا شدند.
فرودگاه بین‌المللی بندرعباس یکی از فرودگاه پررفت‌وآمد کشور است به طوری که هر هر هفته حدود ۲۵۰پرواز در آن به مقاصد داخلی و خارجی انجام می‌شود.
در این فرودگاه پروازهایی به شهرهای تهران، شیراز، اصفهان، تبریز، یزد، رشت، آبادان، اهواز، مشهد، چابهار، ساری، بوشهر، کیش، ابوموسی، سیری و دبی است.

## شرکت‌های هواپیمایی و مقصدهای پروازی
| شرکت‌های هواپیمایی      | مقصدهای پروازی                                                                      |
| ---------------------- | ----------------------------------------------------------------------------------- |
| هواپیمایی آتا          | تهران                                                                               |
| هواپیمایی اترک         | تهران                                                                               |
| هواپیمایی کاسپین       | تهران                                                                               |
| فلای‌دبی                | دبی                                                                                 |
| ایران ایر              | اهواز، کنارک، فرودگاه جزیره بوموسی اصفهان، کیش، شیراز، تهران، یزد، فصلی: جده، مدینه |
| هواپیمایی ایران ایرتور | آبادان، بغداد، اصفهان، مشهد، شیراز، زاهدان                                          |
| هواپیمایی آسمان        | آبادان، دبی، اصفهان، مشهد، نوشهر، رشت، شیراز، تهران، یزد، گرگان                     |
| هواپیمایی نفت ایران    | اهواز، دبی، کیش                                                                     |
| کیش ایر                | ابوموسی، دبی، اصفهان، کیش، تهران فصلی: نجف                                          |
| هواپیمایی ماهان        | مشهد (تعلیق شده)، تهران-مهرآباد                                                     |
| هواپیمایی معراج        | تهران                                                                               |
| هواپیمایی قشم          | کیش، تهران                                                                          |
| هواپیمایی زاگرس        | مشهد                                                                                |
| هواپیمایی پویا         | تهران، چابهار ، بوشهر                                                               |

## نگارخانه

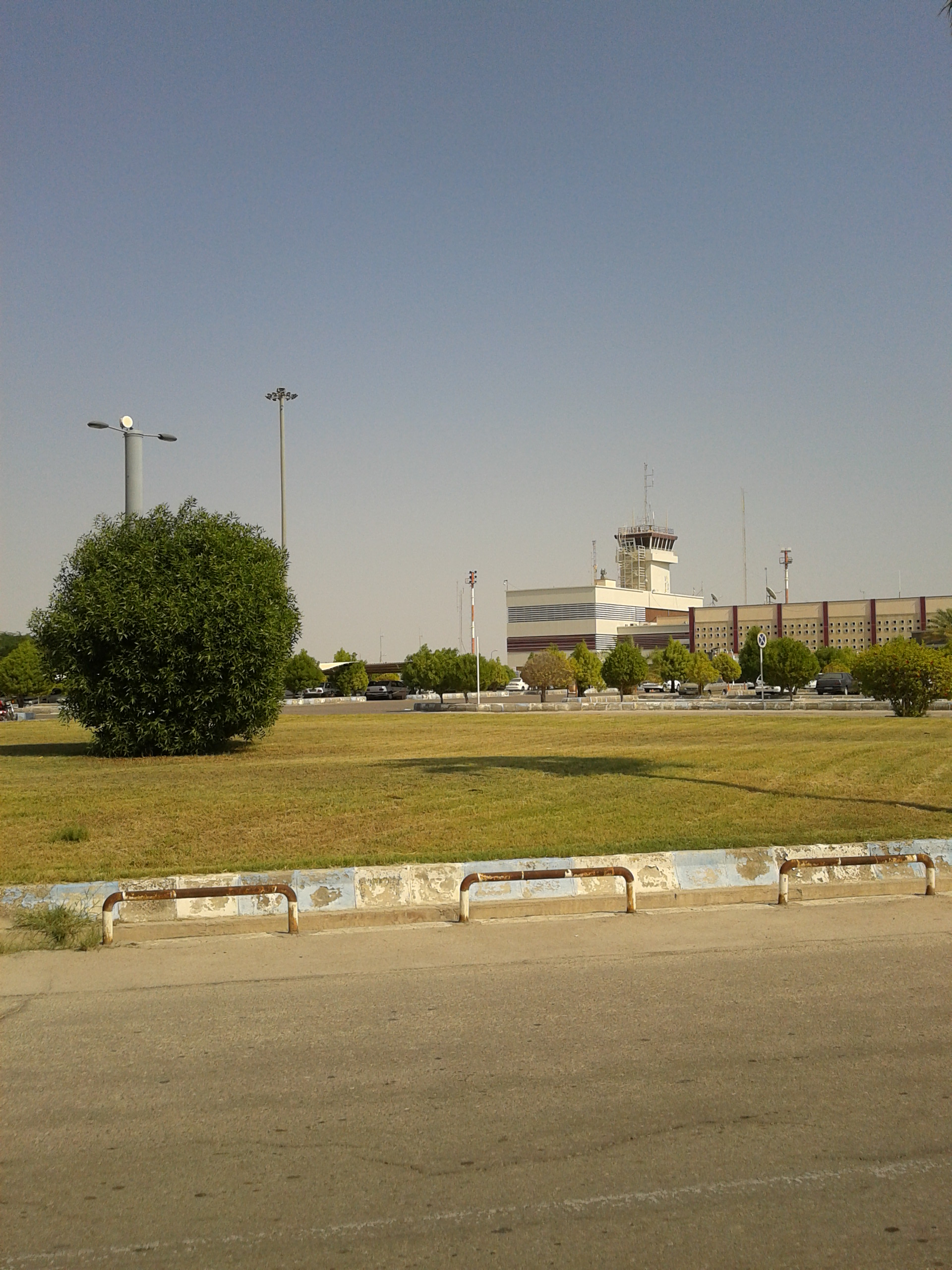
برج مراقبت فرودگاه
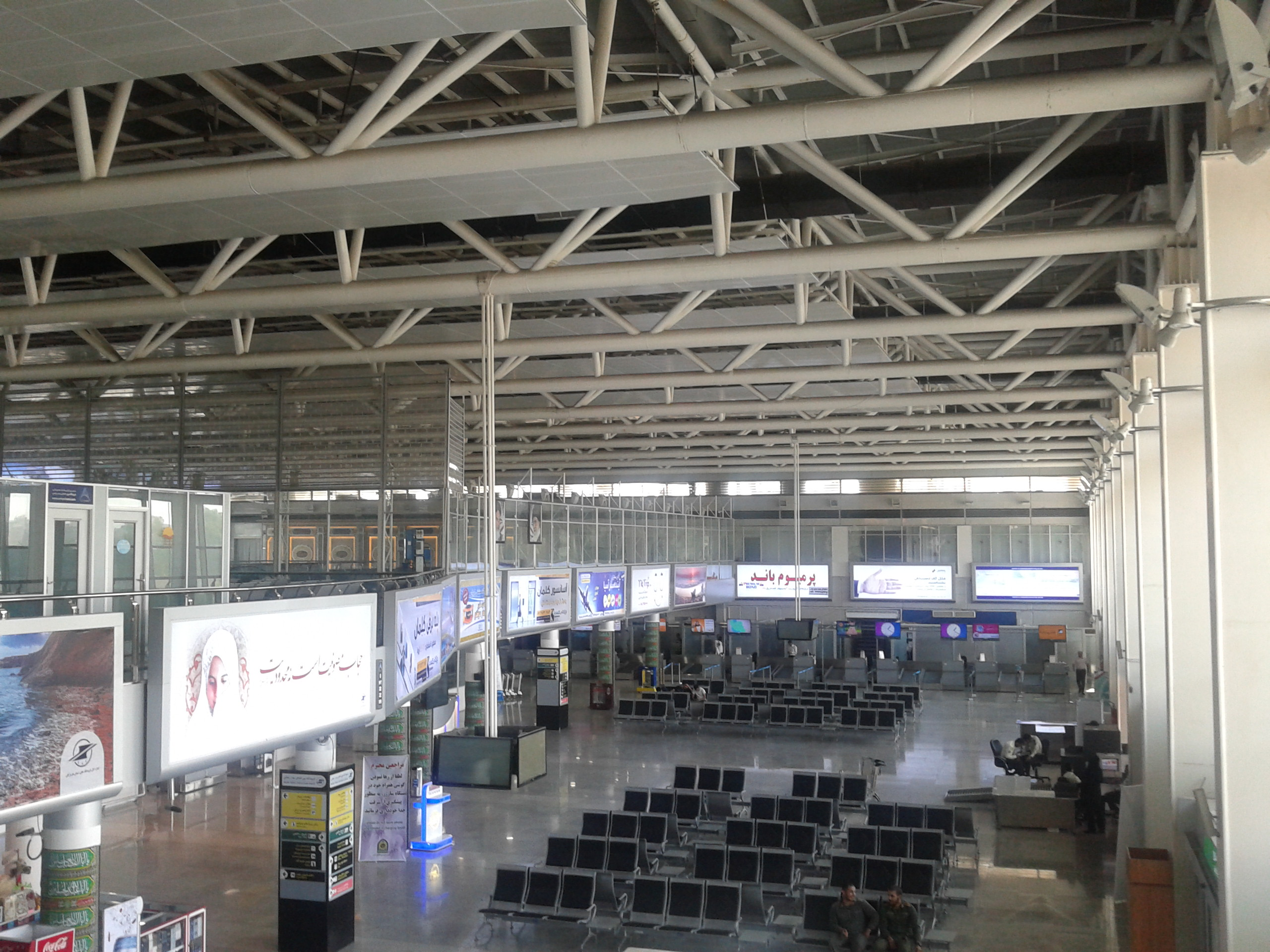
سالن پروازهای داخلی فرودگاه
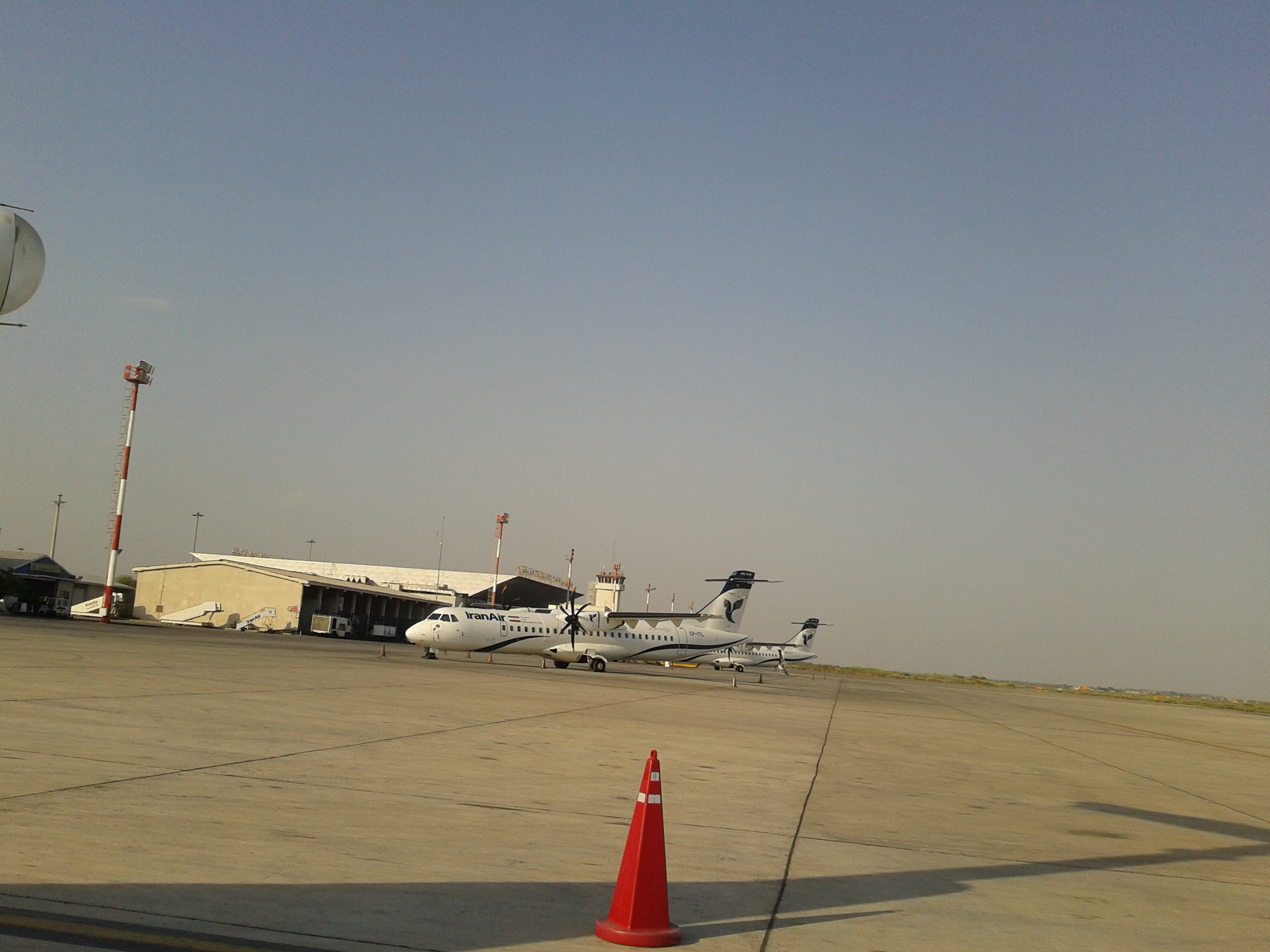
باند فرودگاه